# アレッシオ・スカルピ
アレッシオ・スカルピ（Alessio Scarpi, 1973年4月19日 - ）は、イタリア・ヴェネト州イェーゾロ出身の元サッカー選手、現サッカー指導者。現役時代のポジションはGK。

## 経歴
カリアリ・カルチョのユースチーム出身で、当時セリエB所属のレッジーナ・カルチョでプロとしてのキャリアをスタートさせた。その後、1997年にカリアリに復帰すると正GKとして活躍。2002年7月3日に名門インテルナツィオナーレ・ミラノに移籍。しかし、フランチェスコ・トルド等の前に出場機会には恵まれず8月13日にACアンコーナへレンタル移籍する。
2004年1月13日にジェノアCFCへ移籍。2006年に加入したルビーニョ、2009年に彼との交換トレードで加入したマルコ・アメリア、2011年に加入したセバスティアン・フレイといった選手達の控えに回ることが多かったが、貴重な生え抜きとしてチームを支えた。
2012年に現役を引退。翌年よりジェノアのGKコーチを務めている。

## エピソード
- 辛口で知られるイタリアのスポーツ紙ガゼッタ・デロ・スポルトの選手採点において、初の10点満点を獲得している。1998年11月29日のウディネーゼ・カルチョ戦において、チームメートのDFジャンルカ・グラッサドニア（英語版）が相手選手と衝突して呼吸困難となった際、試合が続行されているにもかかわらず即座に人工呼吸を行い救命に成功した。試合は2-1で敗戦となったが、この行為に対する賞賛として最高評価となった[2]。それまではSSCナポリ時代のディエゴ・マラドーナでさえも9点が最高だったため、10点満点はまさに稀に見る奇跡的な点数だった。コメント欄には「命は地球より重い」と書かれていた。